# Энджелл, Джеймс
Дже́ймс Ро́уленд Э́нджелл (англ. James Rowland Angell; 8 мая 1869[…], Берлингтон, Вермонт — 4 марта 1949[…], Хамден) — американский психолог и педагог, ученик Джона Дьюи, один из лидеров американской ветви функциональной психологии.
Член Национальной академии наук США (1920).

## Творческая биография
Отец Джеймса Роуленда Энджелла, Джеймс Бурилл Энджелл (англ. James Burrill Angell, 1829—1916) долгое время занимал почётную должность Президента Университета Вермонта (1866—1871) и Мичиганского университета (1871—1909).
Джеймс Роуленд Энджелл обучался в Мичиганском университете, где получил степень магистра под руководством Джона Дьюи.
Продолжил своё психологическое образование в Гарвардском университете, а затем в университетах Берлина и Галле.
В 1904 году Джеймс Энджелл публикует свою работу «Вступительное исследование структуры и функции человеческого сознания» («An Introductory Study of the Structure and Functions of Human Consciousness»), которая явилась программной декларацией для всего дальнейшего развития функциональной психологии.
В 1921 году был избран 14-м президентом Йельского университета (1921—1937).
Избран действительным членом Американской академии искусств и наук (1932).
В 1906 году Джеймс Роуленд Энджелл был избран 15-м (и самым молодым за всю историю) президентом Американской психологической ассоциации.
Один из учеников Энджелла — основатель бихевиоризма Джон Бродес Уотсон.

## Опубликованные книги и статьи
- Psychology: An Introductory Study of the Structure and Function of Human Consciousness
- Chapters from Modern Psychology
- «The Influence of Darwin on Psychology» (part of a larger collection, Darwinism: Critical Reviews from Dublin Review, Edinburgh Review, Quarterly Review)
- «The Evolution of Intelligence» (part of a larger collection, The Evolution of Man: A Series of Lectures Delivered before the Yale Chapter of the Sigma XI during the Academic Year 1921—1922)